# Javier Castillo
Javier Castillo (Mijas, 23 agosto 1987) è uno scrittore spagnolo.

## Biografia
Nato a Mijas, in provincia di Malaga, nel 1987, prima di dedicarsi alla scrittura ha lavorato come consulente finanziario.
Ha esordito nella narrativa nel 2014 con I giorni della follia, autopubblicato e capace di vendere 40000 copie dopo pochi giorni.
Ha ottenuto successo internazionale con La ragazza di neve, romanzo thriller che racconta della sparizione di una bambina a New York alla fine del 2000. Uscito nel 2020 ha venduto 800000 copie, è stato trasposto nell'omonima serie televisiva nel 2023 e ha vinto il Prix Méditerranée étranger.

## Opere

### Romanzi
- I giorni della follia (El día que se perdió la cordura, 2014), trad. di Sara Papini, Milano, HarperCollins, 2018, ISBN 978-88-6905-304-7.
- El día que se perdió el amor (2018).
- Todo lo que sucedió con Miranda Huff (2019).
- La ragazza di neve (La chica de nieve, 2020), trad. di Camilla Falsetti, Milano, Salani, 2022, ISBN 978-88-310-1116-7.
- Il gioco dell'anima (El juego del alma, 2021), trad. di Elena Rolla, Milano, Salani, 2023, ISBN 978-88-310-1115-0.
- Il cuculo di cristallo, (El cuco de cristal, 2023), trad. di Elena Rolla, Milano, Salani, 2024, ISBN 9788831020442.
- La crepa del silenzio, (La grieta del silencio, 2024), trad. di Elena Rolla, Milano, Salani, 2025, ISBN 9788831024181.

## Adattamenti televisivi
- La ragazza di neve (La chica de nieve), serie televisiva, 2023.

## Premi e riconoscimenti
- Vincitore del Prix Méditerranée étranger 2022 con La ragazza di neve.[8]